# Insurrecció reialista del 13 de Vendemiari

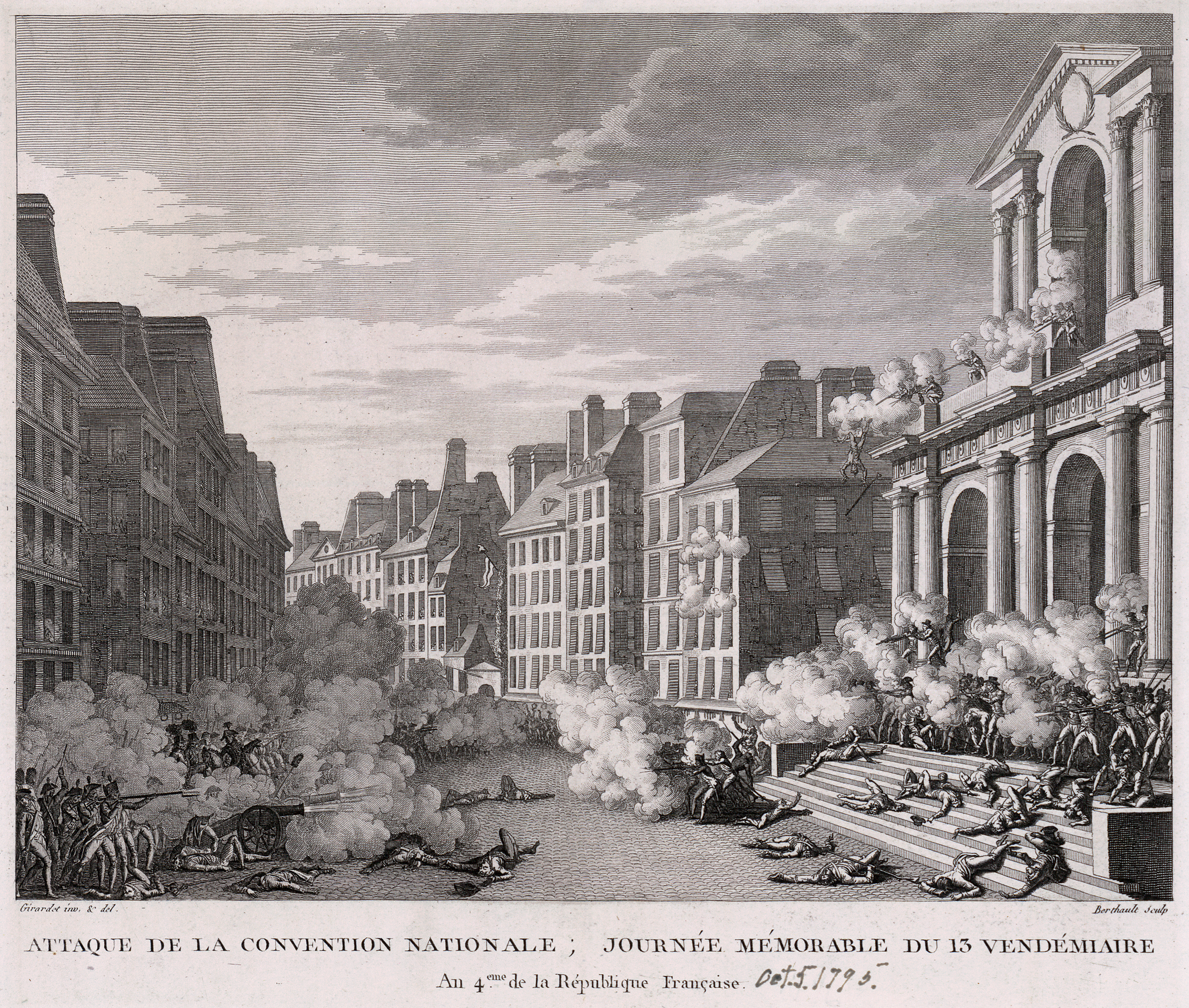
«Atac de la Convention del 13 de Vendemiari de l'any 4 de la Republica francesa.»
aiguafort de Pierre Gabriel Berthault d'Abraham Girardet (1795).

La insurrecció reialista del 13 de Vendemiari de l'any IV va ser una temptativa de cop d'estat realitzada pels reialistes a París el 5 d'octubre de 1795.

## Importància
Des de la caiguda de Robespierre va prendre força el partit polític contrari als jacobins. Així, la Convenció francesa va formar govern amb els girondins i en dos mesos va elaborar una nova Constitució més moderada. En ella el poder de la magistratura suprema es confiava a cinc persones.
Al presentar aquesta constitució al poble la Convenció afegí dos articles addicionals establint que dues terceres parts dels diputats que formarien la nova legislatura havien de pertànyer a la Convenció. Només es deixava als electors la tercera part dels nomenaments. Aquest decret aixecà protestes a la ciutat París que estava dividida en 48 seccions no domnadaes pels jacobins expulsats des del 9 de termidor.
Algunes de les seccions, on vivien les classes més riques, de les 48 de París es van reunir per protestar pels carrers cridant "Fora els dos terços!".
Les juntes van nomenar presidents i secretaris reialistes, com Suard, Morellet, Lacretelle, Dupont de Nemours, Quatremère de Quincy, etc.
El poble desarmat des del mes de Termidor es mantenia indiferent.
El centre d'aquest moviment d'insurrectes estava a la secció de Sant Tomàs. La Convenció estava en perill i va decretar la dissolució de les seccions, o Clubs polítics, de París. Els insurrectes juraren destruir La Convenció.
La Convenció decidí enviar el general Menou comandant de 5.000 homes al club polític de Sant Tomàs

## El 13 de Vendemiari
La Convenció no va adoptar cap mesura i el desordre s'estenia per París. Aleshores un diputat de la Convenció va citar el desconegut, en aquell moment, Napoleó Bonaparte per a comandar les tropes sota les ordres de Barras. Napoleó envià 300 homes a cavall comandats per Murat i es va avançar a prendre 40 canons que va disposar a la Plaça de la Concòrdia enfront d'on estaven avançant els insurgents. Junt a Napoleó també actuaren voluntàriament 1500 antics jacobins.
La lluita no va ser fàcil i Dadican envià un parlamentari a la Convenció amb un ultimatum de rendició.

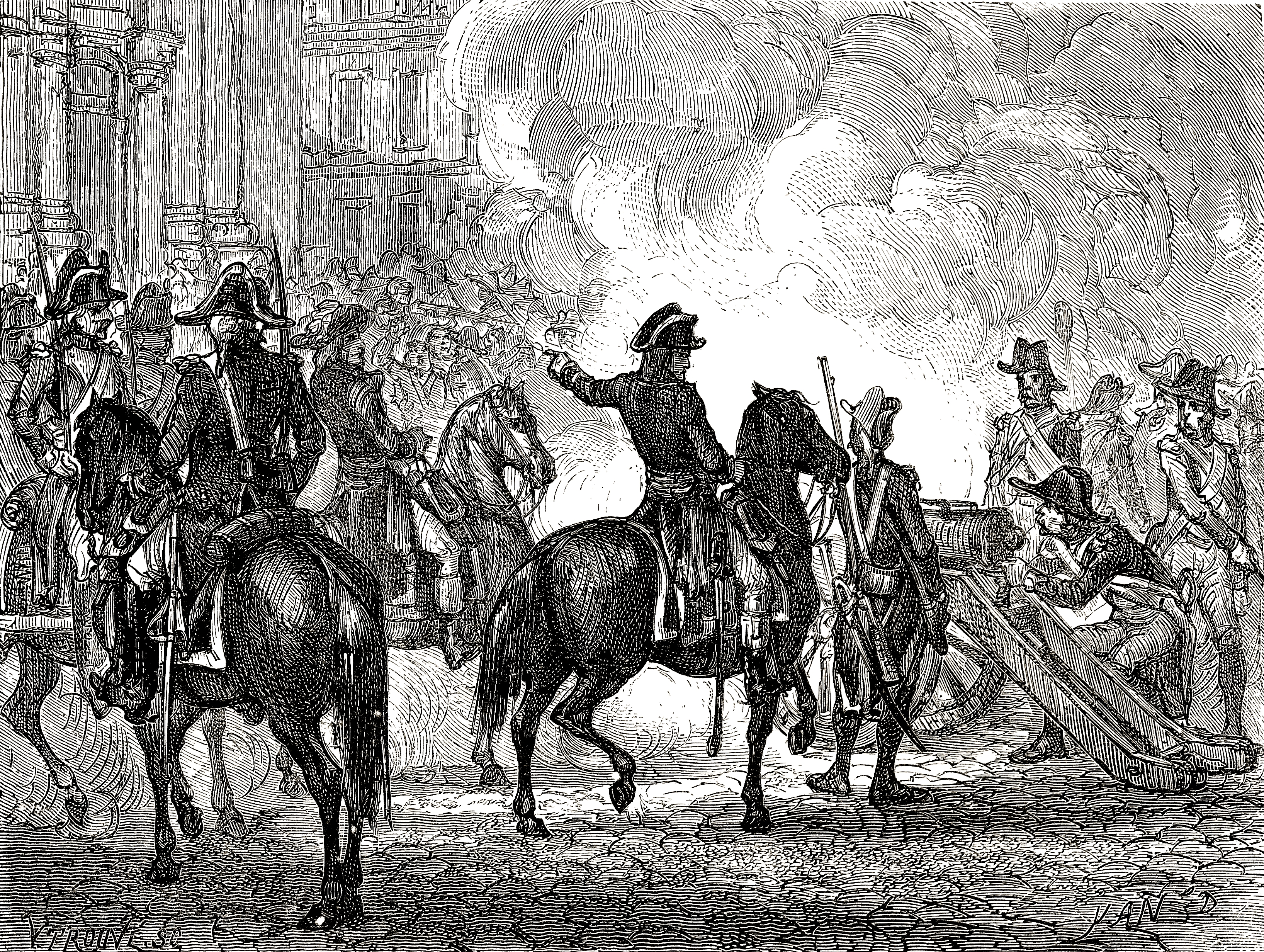
Bonaparte dispara contra els seccionaris, Histoire de la Révolution d'Adolphe Thiers, 1866, il·lustració de Yan' Dargent

El general Napoleó Bonaparte reaccionà i amb artilleria l'església de Sant Roc fins a fer fugir els insurgents. També va dirigir els canons al carrer de Sant Honorat i disparà contra els insurrectes durant uns 15 minuts.
El dia 13 del mes Vendemiari va ser el primer fet d'armes important del general Napoleó Bonaparte. El combat en total va durar unes dues hores i hi van morir unes 400 persones.
La nova Constitució va durar tres anys però finalment va ser el mateix Napoleó el que la va deixar sense efecte.